# Мурниеце, Иева
Иева (Ева) Му́рниеце (латыш. Ieva Mūrniece; род. 15 июня 1940, Лиепая, Латвия) — советская и латвийская актриса театра и кино.

## Биография
Родилась в 1940 году, из актёрской семьи, её брат Янис Мурниекс позже стал кинооператором и, кстати, работал с ней на фильме «Отблеск в воде».
В 1959 году в возрасте 18 лет дебютировала в кино, снявшись в фильме «Эхо» режиссёра Вариса Круминьша, в том же году вышла за него замуж.
Через год сыграла главную роль в снятой на «Мосфильме» картине «Северная повесть»:

Запоминается в картине молодая латвийская актриса Ева Мурниеце, исполняющая две роли: шведки Анны и её правнучки Мари. Исполнительница играет мягко, сдержанно.
В 1960—1962 годах училась в студии при Художественном театре им. Яна Райниса.
В 1963 году была вместе с мужем в составе делегации от Латвийской ССР на Третьем Московском международном кинофестивале.
Однако, вскоре с мужем развелась, и с двумя детьми вернулась в родной город, вышла замуж за актёра театра Харалдса Улманиса.
в 1964—1966 и с 1974 — актриса Лиепайского драматического театра.

## Фильмография
- 1959 — Эхо —  Евиня
- 1960 — Северная повесть — Анна и Мария Якобсен
- 1960 — В дождь и в солнце — Анне-Май
- 1961 — Чёртова дюжина — Маруся, диспетчер
- 1967 — Взорванный ад — Анна
- 1968 — Распятый остров — Ани
- 1968 — Сыны Отечества — Хильда Хайнц, эсэсовка
- 1969 — Сотвори бой — Светлана
- 1971 — Последнее дело комиссара Берлаха — Хильда, помощница Хунгертобеля
- 1977 — Отблеск в воде
- 1980 — Вечерний вариант — Аделаида
- 1983 — Оборотень Том — Гуна